# Blue Mitchell
Richard Allen "Blue" Mitchell (Miami, Florida, 13 de marzo de 1930 - Los Ángeles, California, 21 de mayo de 1979) fue un trompetista y compositor estadounidense de jazz que también desarrolló su trabajo en el rhythm and blues, el soul, el funk y el rock. Conocido especialmente por sus grabaciones como solista y como  músico de sesión para Riverside, Blue Note y Mainstream Records.

## Primeros años e influencias
Mitchell no se dedicó a la música  hasta los 17 años, momento en el que empezó a aprender a tocar la trompeta y se unió a la banda de su instituto en donde le pusieron el sobrenombre de "Blue". Esa formación en la banda fue su única educación musical formal. Aunque  había destacado el tema Dizzy Gillespie con Charlie Parker "Shaw' Nuff como una de las primeras grabaciones que había escuchado en 1945, los discos no fueron tan importantes como las influencias que tuvieron en el otras escuchas en directo. Por ejemplo, atribuye a un trompetista de una orquesta de baile local llamado Dick Smothers el haberle proporcionado el concepto de un tono lírico.
Aprendió los fundamentos del jazz con un joven grupo local (que incluía al bajista Sam Jones) y en 1948 estuvo con un grupo que actuaba a las afueras de Tallahassee, y en esa ciudad de Florida conoció a los hermanos Cannonball y Nat Adderley. 

## Carrera profesional
Tras terminar sus estudios, tocó en bandas de r&b, como la de Paul Williams (1951), Earl Bostic (1952-55), Red Prysock (1955) y Chuck Willis. Aunque los músicos que tocaron con el afirmaron que Mitchell ya estaba listo para tomar las riendas de su carrera como líder, después de dejar a Bostic se unió a una breve gira con un paquete de conciertos de Sarah Vaughan y Al Hibbler, donde no encontró ninguna mejora sobre el trabajo de la sección instrumental y, un poco desencantado, regresó a Miami.  Fue allí donde, por recomendación e insistencia de Cannonball Adderley, y después de escucharlo dos noches seguidas, fue contratado por Orrin Keepnews, el productor y fundador del sello discográfico Riverside Records, con quien grabó el 2-3 de julio de 1958 su álbum de debut, Big 6, en Nueva York.
Se unió más tarde al quinteto de Horace Silver, donde coincidió con Junior Cook (saxo), Gene Taylor (contrabajo) y Roy Brooks (batería). Mitchell permaneció con Silver hasta que éste deshizo la banda en 1964. Sin embargo, Mitchell mantuvo el grupo, con los mismos músicos formando su propio quinteto, pero con Chick Corea en el piano y Al Foster sustituyendo a Brooks. Con esta formación grabaron una seria de álbumes para Blue Note entre ellos: The Thing To Do, Down With It!, Bring It Home To Me y Boss Horn hasta su separación, en 1969. Después, Mitchel se unió a la banda de Ray Charles, con quien estuvo de gira hasta 1971.
A comienzo de los años 70 Mitchell tocó con numerosos artistas fuera del campo musical del jazz. Entre 1971 y 1973, tocó con el músico de blues y pop-rock John Mayall en su serie de discos y giras Jazz Blues Fusion y con cantantes muy populares de la época como Tony Bennett y Lena Horne.
Con su residencia establecida en Los Ángeles a mediados de los 70, Mitchell tocó en big bands pequeñas y grandes, incluyendo las lideradas por el baterista Louie Bellson,  el saxofonista Bill Holman o el trompetista Bill Berry.
Durante los años 1970 trabajó básicamente como músico de sesión y grabó con Lou Donaldson, Grant Green, Philly Joe Jones, Jackie McLean, Hank Mobley, Johnny Griffin, Al Cohn, Dexter Gordon y Jimmy Smith. 
Después mantuvo un quinteto estable donde siguió tocando hard bop con el saxofonista Harold Land.
Siguió trabajando por su cuenta de esta forma tan polifacética hasta su prematura muerte por cáncer a la edad de 49 años.

## Estilo musical
Según le describió Keepnews en los títulos de crédito de su primer álbum de 1958: «Por el simple, aunque poco común, proceso de ser él mismo, Blue se ha convertido en un músico con un estilo lírico, pero cálido, que puede mostrar fuego y empuje sin sonar impulsivo o áspero. Preferentemente, se mantiene en el rango medio de su trompeta, sin trucos de notas altas o similares.»
Dueño de un tono directo y ligeramente de swing que encajaba a la perfección con el espíritu hard bop del sello Blue Note en la década de 1960, «Blue» Mitchell tiende a ser pasado por alto hoy en día a pesar de su innegable talento.
Mitchell es un intérprete conmovedor y dotado de un tono pleno y rico, aunque sus frecuentes incursiones en ámbitos musicales ajenos al jazz nunca le hicieron bajar el listón. De hecho, realzaba cada fecha de grabación, concierto o club en el que tocaba con la sinceridad de su interpretación y el hermoso sonido que extraía de su instrumento.

## Discografía

### Como líder / colíder
| Año lanzamiento | Fecha grabación                                  | Título                   | Discográfica                   | Músicos |
| --------------- | ------------------------------------------------ | ------------------------ | ------------------------------ | --- |
| 1958            | 2-3 de julio de 1958                             | Big 6                    | Riverside                      | Blue Mitchell (tp); Curtis Fuller (tb); Johnny Griffin (ts); Wynton Kelly (p); Wilbur Ware (b); Philly Joe Jones (d). |
| 1959            | 5 de enero de 1959                               | Out of the Blue          | Riverside                      | Blue Mitchell (tp); Benny Golson (ts); Wynton Kelly (p en 1-6); Cedar Walton (p en 7); Paul Chambers (b en 2, 5-7); Sam Jones (b, en 1, 3 y 4); Art Blakey (d). |
| 1959            | 24, 28 y 30 de septiembre de 1959                | Blue Soul                | Riverside                      | Blue Mitchell (tp); Curtis Fuller (tb); Jimmy Heath (ts); Wynton Kelly (p); Sam Jones (b); Philly Joe Jones (d). |
| 1960            | 24-25 de agosto de 1960                          | Blue's Moods             | Riverside                      | Blue Mitchell (tp y cnt); Wynton Kelly (p); Sam Jones (b); Roy Brooks (d). |
| 1960            | 27 de diciembre de 1960 y 29-30 de marzo de 1961 | Smooth As the Wind       | Riverside                      | Blue Mitchell, Burt Collins, Bernie Glow y Clark Terry (tp); Jimmy Cleveland y Urbie Green (tb en 1-3, 7, 9 y 10; Julian Priester y Britt Woodman (tb en 4-6 y 8); Willie Ruff (tpa); Tommy Flanagan (p); Tommy Williams (b); Charlie Persip (d en 1-3, 7, 9 y 10) y Philly Joe Jones (d en 4-6 y 8). |
| 1962            | 7-8 y 28 de marzo de 1962                        | A Sure Thing             | Riverside                      | Blue Mitchell y Clark Terry (tp en 1-6); Jimmy Heath (ts); Jerome Richardson (fl y as en 1-6); Pepper Adams (bars en 2-5) y Pat Patrick (bars en 1 y 6); Julius Watkins (tpa en 1-6); Wynton Kelly (p); Sam Jones (b); Albert Heath (d). |
| 1962            | 28 y 30 de agosto de 1962                        | The Cup Bearers          | Riverside                      | Blue Mitchell (tp); Junior Cook (ts); Cedar Walton (p); Gene Taylor (b); Roy Brooks (d). |
| 1963            | 13 de agosto de 1963                             | Step Lightly             | Blue Note, (Publicado en 1980) | Blue Mitchell (tp); Leo Wright (as); Joe Henderson (ts); Herbie Hancock (p); Gene Taylor (b); Roy Brooks (d). |
| 1964            | 30 de julio de 1964                              | The Thing to Do          | Blue Note                      | Blue Mitchell (tp); Junior Cook (ts); Chick Corea (p); Gene Taylor (b); Al Foster (d). |
| 1965            | 14 de julio de 1965                              | Down with It!            | Blue Note                      | Blue Mitchell (trompeta); Junior Cook (saxo tenor); Chick Corea (piano); Gene Taylor (contrabajo); Al Foster (batería). |
| 1966            | 6 de enero de 1966                               | Bring It Home to Me      | Blue Note                      | Blue Mitchell (tp); Junior Cook (ts); Harold Mabern (p); Gene Taylor (b); Billy Higgins (d). |
| 1966            | 17 de noviembre de 1966                          | Boss Horn                | Blue Note                      | Blue Mitchell (tp); Jerry Dodgion (fl, as); Junior Cook (ts); Pepper Adams (bars); Julian Priester (tb); Chick Corea (p en 5-6) y Cedar Walton (p en 1-4); Gene Taylor (b); Mickey Roker (d). |
| 1967            | 17 de noviembre de 1967                          | Heads Up!                | Blue Note                      | Blue Mitchell y Burt Collins (tp); Jerry Dodgion (fl, as); Junior Cook (ts); Pepper Adams (bars); Julian Priester (tb); McCoy Tyner (p); Gene Taylor (b); Al Foster (d). |
| 1968            | 9, 11–12 de septiembre de 1968                   | Collision in Black       | Blue Note                      | Blue Mitchell (tp); Monk Higgins (ts, p, org); Jim Horn y Ernie Watts (fl); Anthony Ortega (ts); Dick "Slyde" Hyde y Jack Redmond (tb); Al Vescovo (g); Miles Grayson (p, per); Dee Ervin (org, per); Bob West (eb); Paul Humphrey (d); John Cyr (per). |
| 1969            | 22-23 de mayo de 1969                            | Bantu Village            | Blue Note                      | Blue Mitchell y Bobby Bryant (tp); Monk Higgins y Dee Ervin (p, per); Buddy Collette (fl); Bill Green (fl, as); Plas Johnson (ts); Charlie Loper (tb); Freddy Robinson y Al Vescovo (g); Bob West (b en 2, 4 y 6); Wilton Felder (eb en 1, 3, 5 y 7); John Guerin (d en 2, 4 y 6) y Paul Humphrey (d en 1, 3, 5 y 7); King Errisson (cng en 1, 3, 5 y 7) y Alan Estes (cng en 2, 4 y 6). |
| 1971            | 22 de marzo de 1971                              | Blue Mitchell            | Mainstream                     | Blue Mitchell (tp); Jimmy Forrest (ts); Walter Bishop, Jr. (p); Larry Gales (b); Doug Sides (d). |
| 1971            | 26-27 de junio de 1971                           | Vital Blue               | Mainstream                     | Blue Mitchell (tp); Joe Henderson (fl, ts); Ernie Watts (ts); Walter Bishop, Jr. (p); Stanley Gilbert (b); Doug Sides (d); Susaye Greene (voc en 3, 5, 6). |
| 1972            | 1972                                             | Blue's Blues             | Mainstream                     | Blue Mitchell (tp y fis); John Mayall (arm); Herman Riley (fl, ts); Freddy Robinson (g); Joe Sample (p, ep); Darrell Clayborn (eb); John Guerin (d). |
| 1973            | 7 de marzo de 1973                               | The Last Tango = Blues   | Mainstream                     | Blue Mitchell (tp); Jackie Kelso y Bill Perkins (fl, ts); David Angel (clarinete, saxo alto); Steve Kravitz (cl, bars); Herman Riley (ts); David T. Walker (g); Charles Kynard (org); Darrell Clayborn y Chuck Rainey (eb); Raymond Pounds (d); King Errisson, Paul Humphrey y Chino Valdes (per). |
| 1973            | 1 marzo,1973                                     | Graffiti Blues           | Mainstream                     | Blue Mitchell (tp); Don Bailey (arm); Herman Riley (fl, ts); Freddy Robinson (g); Joe Sample (p, ep); Walter Bishop, Jr. (p); Darrell Clayborn (eb); Raymond Pounds (d). |
| 1974            | 1 de agosto de 1974                              | Many Shades of Blue      | Mainstream                     | Blue Mitchell, Jim Bossy, Jon Faddis y Marky Markowitz (tp); Joe Farrell (fl, as); Seldon Powell (ts, bars); Frank Vicari (ts); Joe Beck y John Tropea - (g); Sam Brown (g); Wilbur Bascomb y Michael Moore (eb); Jimmy Madison (d). |
| 1975            | 1975                                             | Stratosonic Nuances      | RCA                            | Blue Mitchell (tp, fis); Ralph Jones (fl, ts); Harold Land (ts); Terry Harrington (bars); Oscar Brashear (tp); Gale Robinson (tpa); George Bohanon (tb); Mike Anthony y David T. Walker (g); Hampton Hawes (ep); Clarence McDonald (ep, clv, sint); Cedar Walton (ep, sint); Tony Newton (eb); James Gadson (d); Gary Coleman (per). |
| 1995            | febrero 1976                                     | Blue Mitchell Live       | Just Jazz                      | Blue Mitchell (tp); Mike Morris (ts); Mark Levine (p); Kenny Jenkins (b); Smiley Winters (d). |
| 1976            | 17 de febrero de 1976                            | Funktion Junction        | RCA                            | Blue Mitchell, John Gatchell, y Jon Faddis (tp, fis); James Gadson (d); Henry Davis y Ron Brown (eb); David T. Walker y Michael Anthony (g); Mike Lipskin (sint, per); Clarence McDonald (p); Gary Coleman (per); Harold Land (ts); Wayne Andre y Alan Raph (tb); David Moore (vc); George Young (ts, fl); Alvin Rogers, Harold Kohon y Norman Carr (vn); Frank Floyd, Gwendolyn Guthrie, Patti Austin (voc). |
| 1977            | 14 de abril de 1977                              | Mapenzi                  | Concord Jazz                   | Harold Land - (ts); Blue Mitchell (tp, fis); Kirk Lightsey (p); Reggie Johnson (eb); Albert Heath (d). |
| 1977            | 28-29 de abril de 1977                           | Stablemates ó Last Dance | Discomate / JAM                | Blue Mitchell (tp); Dick Spencer (as); Victor Feldman (p); John Heard (b); Dick Berk (d). |
| 1978            | 1977                                             | African Violet           | ABC                            | Blue Mitchell (tp en 1, 2, 4–6, y fis en 3 y 7); Herman Riley (ts en 1 y 4) y Harold Land (ts en 2, 3, 5–7); Sonny Burke (ep en 1, 4–7 y p en 2 y 3); McKinley Jackson (sint en 2, 4 y 7) y Michael Boddicker (sint en 3, 5 y 6); Lee Ritenour (g en 1–7 y guitarra en pista 7); Scott Edwards (b en 1 y eb en 2–4 y 6) y Chuck Domanico (eb en 5 y b en 7); James Gadson (b en 1–4 y 6) y Harold Mason (d en 5 y 7); Paulinho Da Costa (cng en 1, 2, 4 y 6) y Eddie "Bongo" Brown (cng y per en 3, 5 y 7); Bob Zimmitti (mrb en 7 y per en pistas 5 y 7); Julia Tillman, Luther Waters, Maxine Waters Willard y Oren Waters (voc en 3 y 5). |
| 1977            | 1977                                             | Summer Soft              | Impulse!                       | Blue Mitchell (tp en 1, 3–7, fis en 2 y voc en 7); Eddie Harris (ts en 7), Harold Land (ts en 1, 2 y 6) y Herman Riley (ts en 3); Cedar Walton (p en 1, 2 y 6 y ep en 3); Bobby Lyle (ep en 2 y p en 5 y 7); Richard Tee (ep y sint en 4); Michael Boddicker (sint en 1, 2, 5 y 6); Mike Dosco y Lee Ritenour (g en 4); Scott Edwards (eb); James Gadson (d); Paulinho Da Costa (per); Julia Tillman Waters, Luther Waters, Maxine Waters Willard y Oren Waters (voc en 2, 4, 6 y 7). |

Abreviaturas de instrumentos musicales: arm (armónica), as (saxofón alto), b (contrabajo), bars (saxofón barítono), clv (clavecín), cng (conga), cnt (corneta), d (batería), eb (bajo eléctrico), ep (piano eléctrico), fis (fliscorno), fl (flauta), g (guitarra), mrb (marimba), org (órgano), p (piano), per (percusión), sint (sintetizador), ss (saxofón soprano), tb (trombón), tp (trompeta), tpa (trompa), ts (saxofón tenor), tu (tuba), vc (violonchelo), vib (vibráfono), voc (vocalista), vn (violín), vtb (trombón con válvulas).

### Como músico de sesión
| Año  | Titular del disco           | Título                         | Discográfica   |
| ---- | --------------------------- | ------------------------------ | -------------- |
| 1952 | Lou Donaldson               | Quartet/Quintet/Sextet         | Blue Note      |
| 1958 | Cannonball Adderley         | Portrait of Cannonball         | Riverside      |
| 1959 | Lou Donaldson               | The Time is Right              | Blue Note      |
| 1959 | Jackie McLean               | Jackie's Bag                   | Blue Note      |
| 1959 | Horace Silver               | Finger Poppin'                 | Blue Note      |
| 1959 | Horace Silver               | Blowin' the Blues Away         | Blue Note      |
| 1960 | Horace Silver               | Horace-Scope                   | Blue Note      |
| 1960 | Bobby Timmons               | Soul Time                      | Riverside      |
| 1960 | Jackie McLean               | Capuchin Swing                 | Blue Note      |
| 1960 | Jackie McLean & Tina Brooks | Street Singer                  | Blue Note      |
| 1960 | Tina Brooks                 | Back to the Tracks             | Blue Note      |
| 1961 | Junior Cook                 | Junior's Cookin'               | Jazzland       |
| 1961 | Horace Silver               | Doin' the Thing                | Blue Note      |
| 1961 | Ray Charles                 | My Kind of Jazz                | ABC-Paramount  |
| 1962 | Horace Silver               | The Tokyo Blues                | Blue Note      |
| 1962 | Tadd Dameron                | The Magic Touch                | Riverside      |
| 1963 | Stanley Turrentine          | A Chip Off the Old Block       | Blue Note      |
| 1963 | Horace Silver               | Silver's Serenade              | Blue Note      |
| 1964 | Horace Silver               | Song For My Father             | Blue Note      |
| 1964 | Stanley Turrentine          | In Memory Of                   | Blue Note      |
| 1965 | George Benson               | Benson Burner                  | Columbia       |
| 1966 | Stanley Turrentine          | Rough 'n' Tumble               | Blue Note      |
| 1966 | Stanley Turrentine          | The Spoiler                    | Blue Note      |
| 1967 | Lou Donaldson               | Mr. Shing-A-Ling               | Blue Note      |
| 1967 | Stanley Turrentine          | A Bluish Bag                   | Blue Note      |
| 1967 | Hank Mobley                 | Hi Voltage                     | Blue Note      |
| 1967 | Stanley Turrentine          | The Return of the Prodigal Son | Blue Note      |
| 1968 | Lou Donaldson               | Midnight Creeper               | Blue Note      |
| 1968 | Lou Donaldson               | Say It Loud!                   | Blue Note      |
| 1970 | Lou Donaldson               | Everything I Play is Funky     | Blue Note      |
| 1970 | Grant Green                 | Green Is Beautiful             | Blue Note      |
| 1970 | Lou Donaldson               | Pretty Things                  | Blue Note      |
| 1971 | Stanley Turrentine          | The Sugar Man                  | CTI            |
| 1972 | John Mayall                 | Jazz Blues Fusion              | Polydor        |
| 1972 | Papa John Creach            | Filthy!                        | Grunt          |
| 1973 | John Mayall                 | Moving On                      | Polydor        |
| 1973 | John Mayall                 | Ten Years Are Gone             | Polydor        |
| 1975 | Bobby Hutcherson            | Montara                        | Blue Note      |
| 1976 | Al Cohn, Dexter Gordon      | True Blue                      | Xanadu Records |
| 1976 | Al Cohn, Dexter Gordon      | Silver Blue                    | Xanadu Records |
| 1978 | Philly Joe Jones            | Drum Song                      | Galaxy Records |

### Recopilaciones
| Año lanzamiento | Título                                                    | Discográfica                       | Notas | Referencia |
| --------------- | --------------------------------------------------------- | ---------------------------------- | --- | ---------- |
| 1980            | A Blue Time                                               | Riverside / Milestone              | Grabaciones de 2-3 de julio de 1958 a 28 de marzo de 1962. LP doble. | [ 9 ]      |
| 1988            | Blues On My Mind - The Riverside Collection               | Riverside / Original Jazz Classics | Grabaciones del 2 de julio de 1958 al 30 de septiembre de 1959. Temas originalmente incluidos en sus álbumes "Big 6" (1958), "Out of the Blue" (1959) y "Blue Soul" (1959).                                             | [ 10 ]     |
| 1998            | The Complete Blue Note Blue Mitchell Sessions (1963-67)   | Mosaic Records                     | Caja con 4 CD. | [ 11 ]     |
| 2003            | Blue Mitchell Plays For Lovers                            | Riveride                           | CD - Grabaiones de 1958 a 1962 | [ 12 ]     |
| 2017            | Blue Mitchell – The Complete Albums Collection: 1958-1963 | Enlightenment                      | Caja con 4CD con los álbumes: "Big 6" (1958); "Out of the Blue" (1959); "Blue Soul" (1959); "Blue's Moods" (1960); "Smooth as the Wind" (1961); "A Sure Thing" (1962); "The Cup Bearers" (1962) y "Step Lightly".(1963) | [ 13 ]     |